# 北海道道765号元地香深線

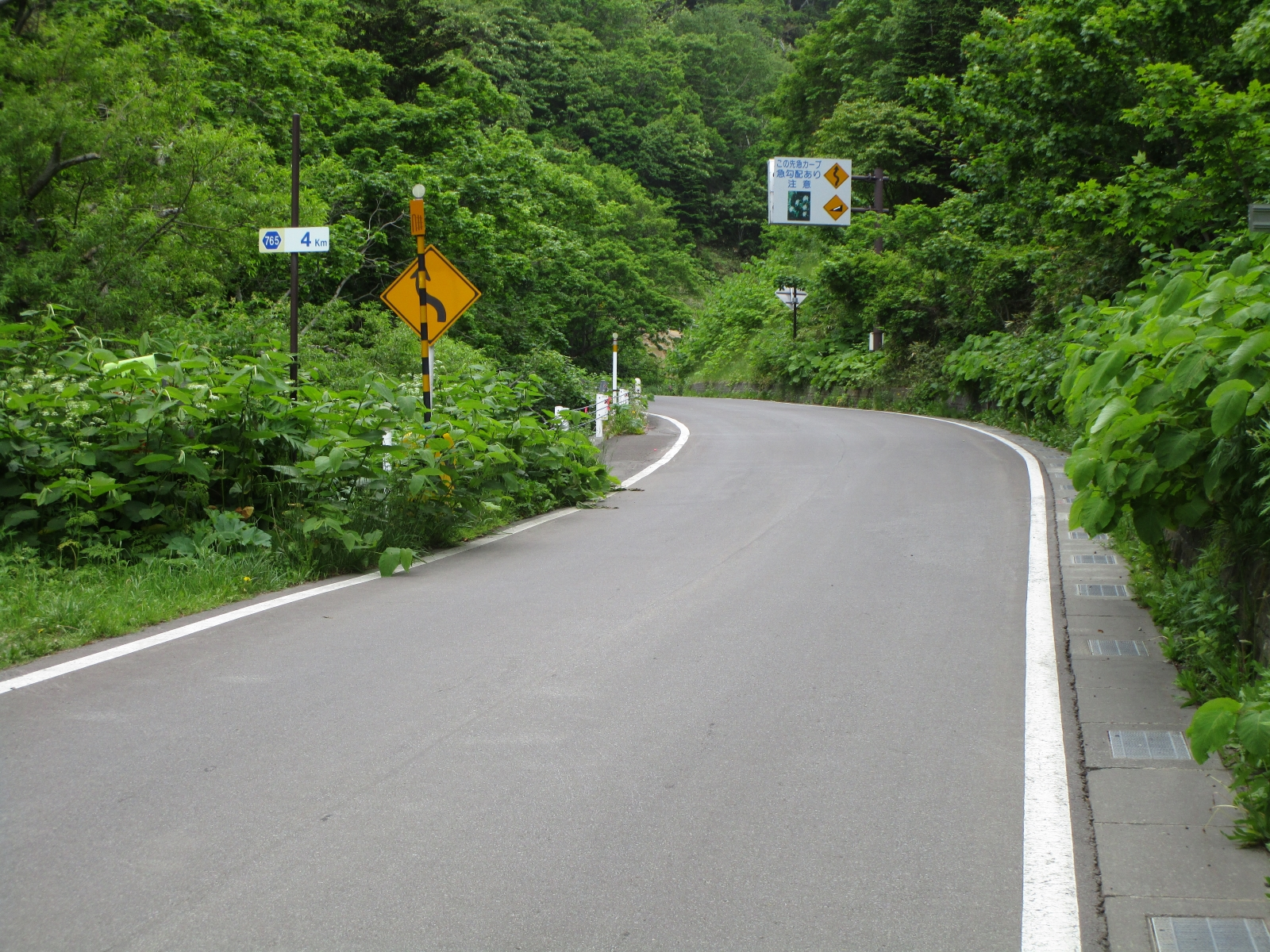
北海道道765号元地香深線（旧道区間）

北海道道765号元地香深線（ほっかいどうどう765ごう もとちかふかせん）は、北海道礼文町内を結ぶ一般道道（北海道道）である。

## 概要

### 路線データ
- 起点：北海道礼文郡礼文町元地
- 終点：北海道礼文郡礼文町香深（北海道道40号礼文島線交点）
- 総延長：2.237 km
- 実延長：2.234 km
- 重用延長：0.003 km

### 道路管理者
- 宗谷総合振興局 稚内建設管理部 礼文出張所

## 歴史
- 1972年（昭和47年）3月31日 - 路線認定[1]。
- 2014年（平成26年）8月24日 - 集中豪雨により崖崩れなどの被害を受ける[2]。
- 2016年（平成28年）11月25日 - 新桃岩トンネルを通る新ルートが供用開始[3]。

## 路線状況

### 道路施設

#### 主なトンネル
- 新桃岩トンネル（1,489 m）[4]
2015年（平成27年）12月 完成。
2016年（平成28年）11月25日 供用開始。

廃止されたトンネル
- 桃岩トンネル（230 m） 新桃岩トンネル開通に伴い閉鎖[5]。

## 地理

### 通過する自治体
- 宗谷総合振興局
  - 礼文郡礼文町

### 交差する道路
礼文町
- 北海道道40号礼文島線 - 香深村トンナイ（終点）

### 沿線にある施設など
礼文町
- 元地漁港